# Isolotti Carnasce
Gli isolotti Carnasce, scogli Kerknas o Karchgnasce (in croato Krknjaš Veli e Krknjaš Mali) sono due isolotti della Dalmazia centrale, a est di Zirona Grande, in Croazia, che appartengono all'arcipelago di Traù. Amministrativamente fanno parte del comune di Traù, nella regione spalatino-dalmata.

## Geografia
Gli isolotti si trovano di fronte a valle Carnasce (uvala Krknjaš), a nord-est del capo sud-est di Zirona Grande chiamata punta Novizza (rt Novica), detta anche punta Raad:
- Carnasce Grande[3][4][11] (Krknjaš Veli) è un isolotto di forma ovale a circa 450 m[1] dal porticciolo di valle Carnasce e circa 180 m a sud di Carnasce Piccolo[1]; ha una superficie di 0,097 km²[12], uno sviluppo costiero di 1,32 km[12] ed è alto 11 m s.l.m.[1];
- Carnasce Piccolo[3][4][13] (Krknjaš Mali), si trova a nord-est di valle Carnasce, a solo 100 m dalla costa est di Zirona Grande; ha una superficie di 0,033 km²[12], uno sviluppo costiero di 0,72 km[12] ed è alto 10 m[1] 43°26′30″N 16°10′41″E.

### Isole adiacenti
- Orut (Orud), a sud-ovest, a 4,3 km[1].
- Santo Stefano (Stipanska), 3 km[1] a sud.

### Cartografia
- (HR) Mappa topografica della Croazia 1:25000, su preglednik.arkod.hr. URL consultato il 30 agosto 2017.
- G. Giani, Carta prospettiva delle Comuni censuarie della Dalmazia, foglio 8, 1839. Fondo Miscellanea cartografica catastale, Archivio di Stato di Trieste.
- Carta di cabottaggio del mare Adriatico, foglio IX, Milano, Istituto geografico militare, 1822-1824. URL consultato il 30 agosto 2017 (archiviato dall'url originale il 13 aprile 2013).